# Summon the Suit
«Summon the Suit» (с англ. — «Призови костюм») — второй эпизод американского телесериала «Лунный рыцарь» (2022), основанного на одноимённом персонаже компании Marvel Comics. В эпизоде Стивен Грант всё больше знакомится со своей второй личностью и пытается её подавлять. Эпизод относится к медиафраншизе «Кинематографическая вселенная Marvel» (КВМ), разделяя преемственность с фильмами франшизы. Сценарий написал Майкл Кастелин, а режиссёрами выступили Джастин Бенсон и Аарон Мурхед.
Оскар Айзек исполняет роль Стивена Гранта / Марка Спектра / Лунного рыцаря, главные роли также исполняют Мэй Каламави, Итан Хоук, Карим Эль-Хаким (воплощение Хонсу) и Мюррей Абрахам (голос Хонсу). В ноябре 2021 года Джереми Слейтер был нанят в качестве главного сценариста и исполнительного продюсера для сериала. Мурхед и Бенсон были назначены режиссёрами двух эпизодов в январе 2021 года.
Эпизод «Призови костюм» был выпущен на Disney+ 6 апреля 2022 года. Критики похвалили эпизод за экшен и игру актёров, при этом некоторые из них отметили, что в эпизоде больше внимания уделяется сюжету, чем экшену.

## Сюжет
После битвы в музее, Стивен Грант просыпается у себя дома и не может призвать свою вторую личность. Стивен возвращается в исторический музей и с помощью камер видеонаблюдения выясняет, что шакалов никто не видит, кроме него. За разрушительные последствия битвы с шакалом Стивена увольняют из музея, и Грант по ключ-карте, найденной ранее в его доме, решает посетить место, где применяется этот ключ.
Посетив пять филиалов складов, Стивен находит склад с контейнером Марка. В нём Стивен находит военную экипировку, огнестрельное оружие и паспорт с именем «Марк Спектор». Внезапно Марк через зеркало объясняет Стивену, что очень давно, являясь американским наёмником, он заключил сделку с древнеегипетским богом луны — Хонсу, и его служба ему является исполнением этой сделки. Марк предлагает Стивену лечь и выспаться, но последний отказывается и сбегает с его сумкой, однако в процессе побега сталкивается с Хонсу, требующим вернуть контроль Марку. Стивен выбегает из склада и встречает Лейлу, которая сразу же его забирает с собой. Стивен и Лейла отправляются в дом Гранта. Там Стивен тщетно пытается объяснить Лейле происходящее. Внезапно к дому приезжают полицейские; они находят паспорт Марка, украденный из музея предмет — и забирают Стивена, в то время как Лейла сбегает со скарабеем.
Полицейские привозят Стивена к Артуру Хэрроу, и последний объясняет Стивену, что является бывшим аватаром Хонсу, и что последний не в силах влиять на Стивена без помощи самого Стивена. Артур рассказывает Гранту, что Хонсу является богом-изгоем, вершившим правосудие только после совершения преступления, в то время как богиня Амат, которой Артур поклоняется, пытается искоренить зло до совершения преступления. Стивен не соглашается с Артуром, поскольку, по его мнению, они убивают невиновных людей, так как они ещё не совершили преступление. Артур также объясняет, что скарабей нужен для того, чтобы проникнуть в храм к Амат, так как он является своего рода компасом. Однако Стивен не говорит, кто им владеет, и в разговор вступает прибывшая Лейла. Она и Стивен сбегают и попадают в хранилище, где Лейла пытается уговорить Стивена отдать контроль Марку, однако Грант отказывается.
В процессе побега Стивен активирует костюм и облачается в белый смокинг с маской. Стивен и Лейла сражаются с вызванным Хэрроу шакалом, и в процессе битвы Марк уговаривает отдать ему контроль. Спектор уводит шакала и убивает его. После сражения Марк замечает, что Стивен потерял скарабея. Тем временем Хэрроу забирает скарабея у нашедшего его бездомного. Марк заключает Стивена в зеркало на своё место и вступает в беседу с Хонсу. Марк обещает Хонсу всё исправить и предлагает ему опередить Хэрроу. Хонсу обещает защищать Марка всеми возможными способами и отправляется с ним в Египет.

## Производство

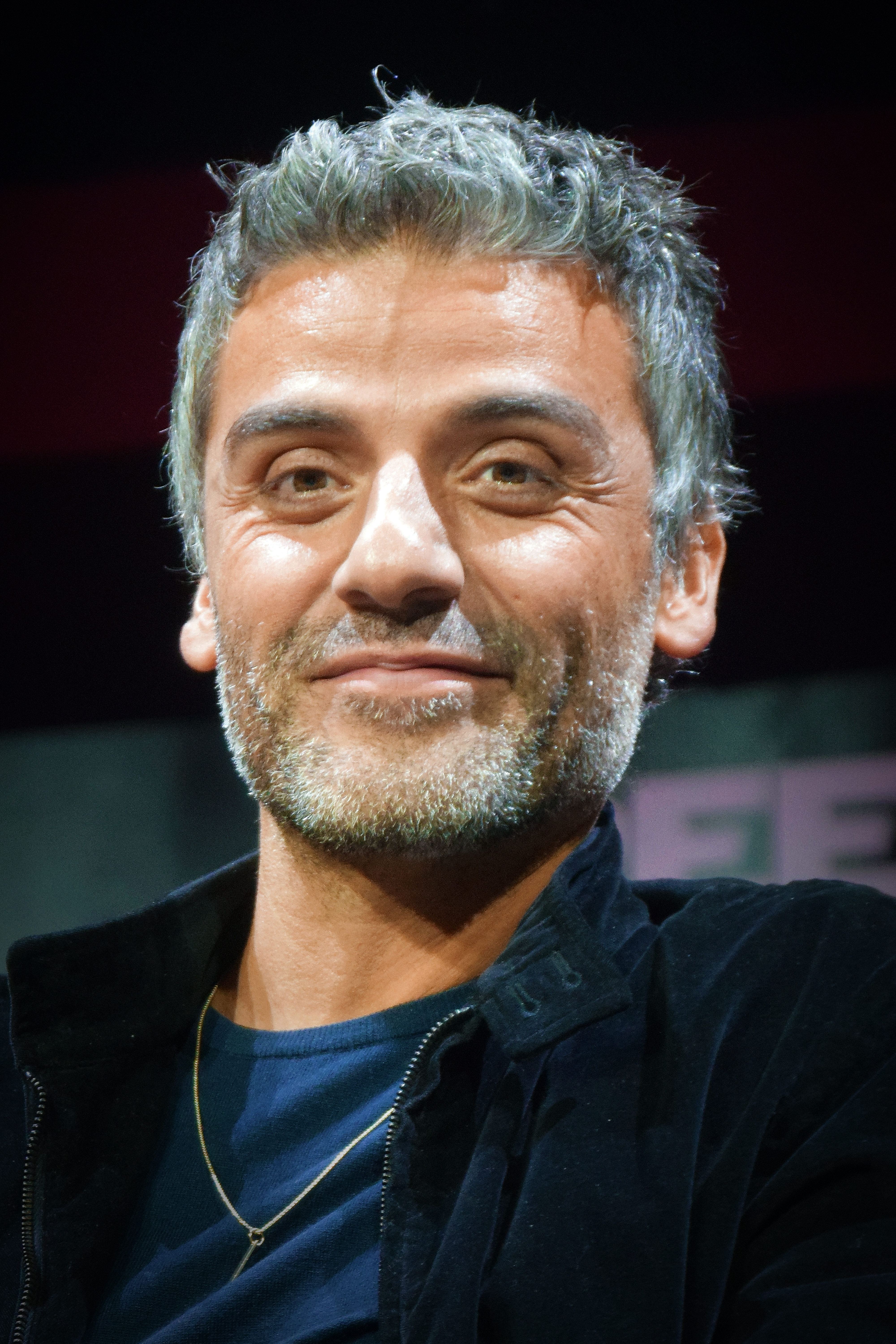
Оскар Айзек, исполняющий роль Марка Спектора / Лунного рыцаря и Стивена Гранта / Мистера Найта, получил похвалу от критиков за актёрскую игру в данном эпизоде

### Разработка
В августе 2019 года Marvel Studios объявила о разработке сериала о Лунном Рыцаре для стримингового сервиса Disney+. В январе 2021 года Аарон Мурхед и Джастин Бенсон присоединились к сериалу в качестве режиссёров двух эпизодов, включая второй. Они работали вместе с главным режиссёром Мохамедом Диабом, чтобы обеспечить единый подход к созданию сериала. Слейтер и Диаб выступили исполнительными продюсерами вместе с Кевином Файги, Луисом Д’Эспозито, Викторией Алонсо, Брэдом Уиндербаумом и Грантом Кёртисом, а также Оскаром Айзеком:2.

### Сценарий
Второй эпизод получил наименование «Summon the Suit» (с англ. — «Призови костюм»), сценаристом выступил Майкл Кастелин.
Мурхед хотел показать отношения между Грантом и Спектором как «своего рода братские, в которых они ссорятся, потому что хотят разных вещей, но при этом заботятся друг о друге». Мурхед также заявил, что мистер Найт в представлении Гранта — это «крутой парень» и что сцены с Найтом были основаны на том, что «всё вокруг делает проигрыш [боя] опасным и пугающим». Мурхед и Бенсон решили придать Гранту комедийный характер, чтобы он понял, что быть настоящим героем сложнее, чем просто вызвать костюм.

### Подбор актёров
Главные роли в эпизоде сыграли Оскар Айзек в роли Марка Спектора / Лунного рыцаря и Стивена Гранта / Мистера Найта, Мэй Каламави в роли Лейлы Аль-Фаули. Карим Эль-Хаким исполнил роль бога Хонсу на съёмочной площадке, Ф. Мюррей Абрахам озвучил персонажа в сериале:47:31–47:50, а Итан Хоук исполнил роль Артура Хэрроу. В эпизоде также приняли участие Энн Акинджирин в роли Бобби Кеннеди, Дэвид Гэнли в роли Билли Фицджеральда, Александр Кобб в роли Джей Би и Шон Скотт в роли Кроули:48:43.

### Дизайн
Вступительные и финальные титры сериала были разработаны компанией Perception. Бинты мумии на костюме Лунного рыцаря были вдохновлены его образом в комиксах Universe X, при этом Слейтер предложил создать костюм так, чтобы он вызывал ассоциации со Спектором. В конце титров каждого эпизода изображается новая фаза Луны, начинающаяся с полумесяца в прошлом эпизоде.

### Съёмки и визуальные эффекты
Съёмки проходили на студии Origo Studios в Будапеште:8, режиссёрами выступили Бенсон и Мурхед, а оператором — Эндрю Дроз Палермо:24–25. Съёмки также проходили по всему Будапешту:10–11. Эпизод заканчивается кадром пирамид Гизы за пределами Каира; Диаб надеялся показать Египет «таким, какой он есть», поскольку предыдущие изображения страны в СМИ показывали «только пирамиды и пустыню за ними» без современных зданий Каира поблизости. Во время съёмок сцен с Грантом и Спектором Айзек решил рассматривать их как двух отдельных персонажей и снимал каждую из их сцен в разные дни.
Визуальные эффекты для эпизода были созданы компаниями Framestore, Soho VFX, Mammal Studios и Keep Me Posted:49:53–50:00.

### Музыка
Египетская песня «El Melouk» в исполнении Ахмеда Саада, Тамера Хосни и Double Zuksh звучит во время финальных титров эпизода.

## Рекламная кампания

Первоначальный постер эпизода, выпущенный в день премьеры

В преддверии выхода эпизода Marvel выпустила постер с именной биркой Гранта из сувенирного магазина; Адам Барнхардт с ComicBook.com назвал этот постер «необычным выбором». В эпизод был включён QR-код, который позволял зрителям получить бесплатную цифровую копию комикса Werewolf by Night # 33, в котором появляется Лунный рыцарь. После выхода эпизода компания Marvel в рамках еженедельной акции «Marvel Must Haves», посвящённой каждому эпизоду сериала, анонсировала товары, вдохновлённые этим эпизодом, включая одежду, различные аксессуары и фигурки Мистера Найта и Хэрроу от Funko POP!, а также фигурку Мистера Найта от Marvel Legends.

## Премьера
Эпизод «Призови костюм» был выпущен на стриминговом сервисе Disney+ 6 апреля 2022 года. Второй эпизод, как и все остальные эпизоды сериала, планировалось выпустить 30 апреля 2024 года на Ultra HD Blu-ray и Blu-ray.

## Восприятие

### Реакция аудитории
По данным Nielsen Media Research, измеряющих количество минут, просмотренных американской аудиторией на телевизорах, «Лунный рыцарь» стал третьим самым просматриваемым оригинальным сериалом на стриминговых сервисах за неделю с 4 по 10 апреля с 608 млн просмотренных минут, что на 45 % больше, чем на премьерной. По данным агрегатора потокового вещания Reelgood, который изучает данные о просмотрах на потоковых сервисах в США и Великобритании, «Лунный рыцарь» стал вторым самым просматриваемым сериалом за неделю, закончившуюся 7 апреля 2022. За неделю, закончившуюся 10 апреля, «Лунный рыцарь» стал самым просматриваемым сериалом в США по версии Whip Media и вторым по версии JustWatch.

### Реакция критиков
На сайте-агрегаторе рецензий Rotten Tomatoes эпизод получил рейтинг одобрения 90 % со средней оценкой 7,2/10 на основе 20 отзывов.
Мэтт Фоулер из IGN присвоил эпизоду 7 баллов из 10 и заявил, что эпизод «ощущается как вторая половина двухсерийного фильма, настраивающего нас на иную динамику, которая, надеюсь, обеспечит больше контекста и предыстории». Мэгги Боччелла из Collider поставила эпизоду оценку «B−», посчитав, что эпизод «продолжает тревожно обходить стороной психическое заболевание главного персонажа», а также подчеркнула, что «хотя мастерство Марка в роли Лунного рыцаря не такое сильное и кровавое, как у других героев Marvel, захватывающие и ужасающие аспекты его сделки в качестве аватара силы, находящейся вне его контроля, продолжают впечатлять». Кирстен Ховард, пишущая для Den of Geek, поставила эпизоду 4 звезды из 5 и назвала душераздирающим тот факт, что «многие интересы Гранта невольно стали увлечениями Лейлы». Мануэль Бетанкур из The A.V. Club поставил эпизоду оценку «B» и посчитал, что «взаимодействие между Хэрроу, Стивеном и Хонсу раскрывает одну из самых сильных сторон „Лунного рыцаря“ — актёрский состав».
Актёр Симу Лю, исполняющий роль Шан-Чи в КВМ, раскритиковал Итана Хоука за попытки использования китайского языка в эпизоде, заявив, что «Артуру Хэрроу стоит уволить своего учителя китайского языка».

## Комментарии
1. ↑  События эпизода «The Goldfish Problem».
2. ↑  Однако это не ещё одна личность Стивена, а сам Стивен Грант.